# Liubov Akselrod
|  | No s'ha de confondre amb Pàvel Akselrod. |

Liubov Issaàkovna Akselrod, nascuda amb el nom d'Emter Akselrod, rus: Любовь (Эмтер) Исааковна Аксельрод, també coneguda pel nom de guerra Ortodox (Ортодокс), (Vilenkóvitxi, 1868 - Moscou, 5 de febrer de 1946) va ser una revolucionària, filòsofa marxista i teòrica de l'art russa.
Akselrod va néixer a la família d'un rabí a Vilenkóvitxi, un poble de la gubèrnia de Vílnius, a l'Imperi Rus, ara raion de Pastavi, Belarús.
Es va involucrar amb l'organització naródnik als 16 anys i va participar en els intents fallits per assassinar Alexandre III de Rússia. El 1887 va emigrar a Suïssa i va rebre el seu doctorat en filosofia per la Universitat de Berna el 1900.
El 1892 va esdevenir marxista i es va unir al grup establert a Ginebra d'Emancipació del treball. Es convertiria en una estreta col·laboradora del seu líder Gueorgui Plekhànov. Quan el Partit Obrer Socialdemòcrata de Rússia es va dividir en bolxevics i menxevics en el seu Segon Congrés el 1903, es va posar del costat de la facció menxevic.
El 1906 va tornar a Rússia i va esdevenir una autoritat líder en la filosofia marxista, només superada per Plekhànov. Fou crítica amb els postulats d'Aleksandr Bogdànov i Vladímir Lenin durant el debat sobre empirocriticisme el 1908-1909, i brandà les seves idees antimarxistes.
A la dècada de 1920 va treballar primer a l'Institut de Professors Rojos i més tard a l'Institut Soviètic de Filosofia. En la dècada de 1930 la seva versió del marxisme va ser denunciada oficialment com una revisió del marxisme mecanicista i va caure en l'oblit. Va morir a Moscou el 5 de febrer de 1946.